# Lsjbot

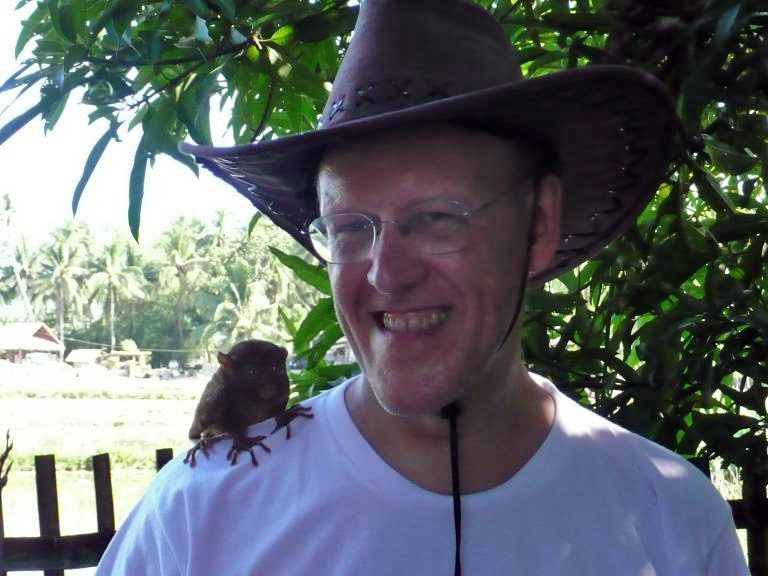
스베르케르 요한손

Lsjbot은 자동 위키백과 문서 작성 프로그램 또는 인터넷 봇으로, 스베르케르 요한손이 스웨덴어 위키백과를 위해 처음 개발하였다.
주로 생물이나 지리 관련 문서를 작성하며, 해당 봇의 역할로 인해 스웨덴어 위키백과와 세부아노어 위키백과의 문서 수가 적은 시간 내에 다량 증가하였다. Lsjbot이 세부아노어 위키백과에서 많은 활동을 하게 된 것은 개발자인 요한손의 아내의 모국어가 세부아노어였기 때문이다.